# Юг дьо Блоа
Юг дьо Блоа (на френски: Hugues I de Champagne), граф на Шампан, живял111 между 1074 и 1125 г. е един от деветимата рицари и аристократи, основатели на Ордена на Тамплиерите през 1124 г.. Графовете на Шампан са титулярни перове на Френското кралство, носят наследствената титла Сенешал на Франция и са кралски знаменосци по време на коронации.

## Произход
Юг е по-малък брат на бездетния Юда I Шампански, граф от династията Блоа, кадетски клон на управляващата капетингска фамилия. Син на Тибо III, граф на Блоа, Юг е обявен за граф през 1093 г. и сключва брак с Констанс Френска, принцеса на Франция и дъщеря на Филип I от първия му брак. По подобие на краля този брачен съюз е разтрогнат в Соасон през 1104 г. и Констанс се жени повторно за очаровалия я и по-възрастен с двадесет години нормански принц и кръстоносец Боемунд I Антиохийски.

## Дейност
Юг дьо Блоа е по-известен с останалата си активност. В църковна немилост поради развода си, той не взема участие в Първия кръстоносен поход, за разлика от втория си брат Етиен дьо Блоа. Близък с Бернар от Клерво и васален сеньор на Юг дьо Пайен, той е един от идеолозите на тамплиерския орден. Близостта му с цистерцианеца Бернар датира от 1115 г., когато Юг дьо Блоа дарява земя на ордена му за да се построи цистерцианското абатство в Клерво, където Бернар е назначен за абат и постига историческа известност под познатото име. Писмата на абата до Юг са един от малкото оцелели до днес източници на информация за шампанския граф. Последното от тях е от 1125 г., но е налице едно и от 1114 г., а съдържанието му кара Бейджънт и Лий да смятат годината за основаване на Тамплиерския орден за значително по-ранна и съответно в по-различна конюнктура и политически подбуди.
В крайна сметка Юг дьо Блоа посещава Светите места като поклонник и кръстоносец три пъти, последния път (1125 г.) вече като тамплиер, като какъвто и умира на 14 юни 1126 г. в Палестина. Преди това последно военно поклонничество по не напълно ясни подбуди той обезнаследява собствения си син Юда за сметка на племенника си и син на Етиен дьо Блоа Тибо. Изоставя майката на Юда, втората си съпруга Изабел де Макон Бургундска.